# Pedro Roberto Dias da Silva
Pedro Roberto da Cunha Dias da Silva (Angra, 7 de junho de 1815 — Lisboa, 26 de janeiro de 1891) foi um político, deputado e par do reino em várias legislaturas, eleito pelas ilhas de São Jorge e Graciosa. Distinguiu-se durante a Guerra Civil Portuguesa como soldado do Batalhão de Voluntários da Rainha. A  sua longa carreira parlamentar tornou-o num dos decanos da Câmara dos Deputados e um dos mais destacados deputados açorianos do século XIX, conhecido pela sua intensa acção a favor do seu distrito e capacidade de angariar fundos para as ilhas de São Jorge, Graciosa e Terceira.

## Biografia
Nasceu na então cidade de Angra, filho de Jerónimo Dias da Silva.. Com apenas 16 anos de idade alistou-se como soldado do Batalhão de Voluntários da Rainha, participando nas operações militares deste batalhão nos Açores, nomeadamente na Batalha de 11 de Agosto de 1829, no areal da Praia da Vitória, e depois no Desembarque do Mindelo, integrando o Exército Libertador até ao termo da Guerra Civil Portuguesa. Por isso foi condecorado  no Mindelo e por isso foi condecorado com a Medalha n.° 3 da Campanhas da Liberdade.
Terminada a guerra, ingressou no funcionalismo público na década de 1850 como delegado do Tesouro no distrito de Angra do Heroísmo. A partir de 1853 fixou residência em Lisboa, ingressando nos quadros do Ministério das Obras Públicas, Comércio e Indústria, onde de 1859 a 1869 foi chefe interino da Repartição da Contabilidade. Em 1869 passou ali a chefe de repartição efectivo, cargo que manteve até falecer.
Ingressou na política activa em Angra como militante e depois dirigente local do Partido Regenerador, do qual era um dos elementos mais destacados. Em 1852 foi eleito procurador à Junta Geral do Distrito de Angra do Heroísmo. 
Já em Lisboa, foi candidato a deputado pelo Partido Regenerador no círculo de Angra do Heroísmo nas eleições de 1856 e 1858, mas não foi eleito. Em 1860 foi eleito deputado pelo círculo uninominal das Velas, da ilha de São Jorge, e depois sucessivamente por mais oito vezes pelo mesmo círculo entre 1870 e 1884. Em 1885 foi pela última vez eleito mas agora par do reino para a legislatura de 1886.
A sua longa carreira parlamentar tornou-o num dos decanos da Câmara dos Deputados e um dos mais destacados deputados açorianos do século XIX. Com uma intensa acção na Câmara a favor do seu distrito era conhecido pela sua capacidade de angariar fundos para as ilhas de São Jorge, Graciosa e Terceira e sempre muito louvado na imprensa. Na Câmara dos Pares, em fim de carreira, foi contudo uma figura apagada.
Foi feito conselheiro de Sua Majestade Fidelíssima por decreto de 2 de Março de 1862 e condecorado com o grau de cavaleiro, em 1851, e comendador, em 1864, da Ordem de Nossa Senhora da Conceição de Vila Viçosa e de comendador da Ordem de Cristo. Foi fidalgo cavaleiro, por carta de 1866.
A vila de Santa Cruz da Graciosa recorda-o na sua toponímia com uma rua com o seu nome.